# Henryk Mniszek-Tchorznicki
Henryk Mniszek-Tchorznicki herbu Jelita (ur. 14 lub 16 maja 1880 w Wiedniu, zm. 23 czerwca 1946 w Sanoku) – polski ziemianin.

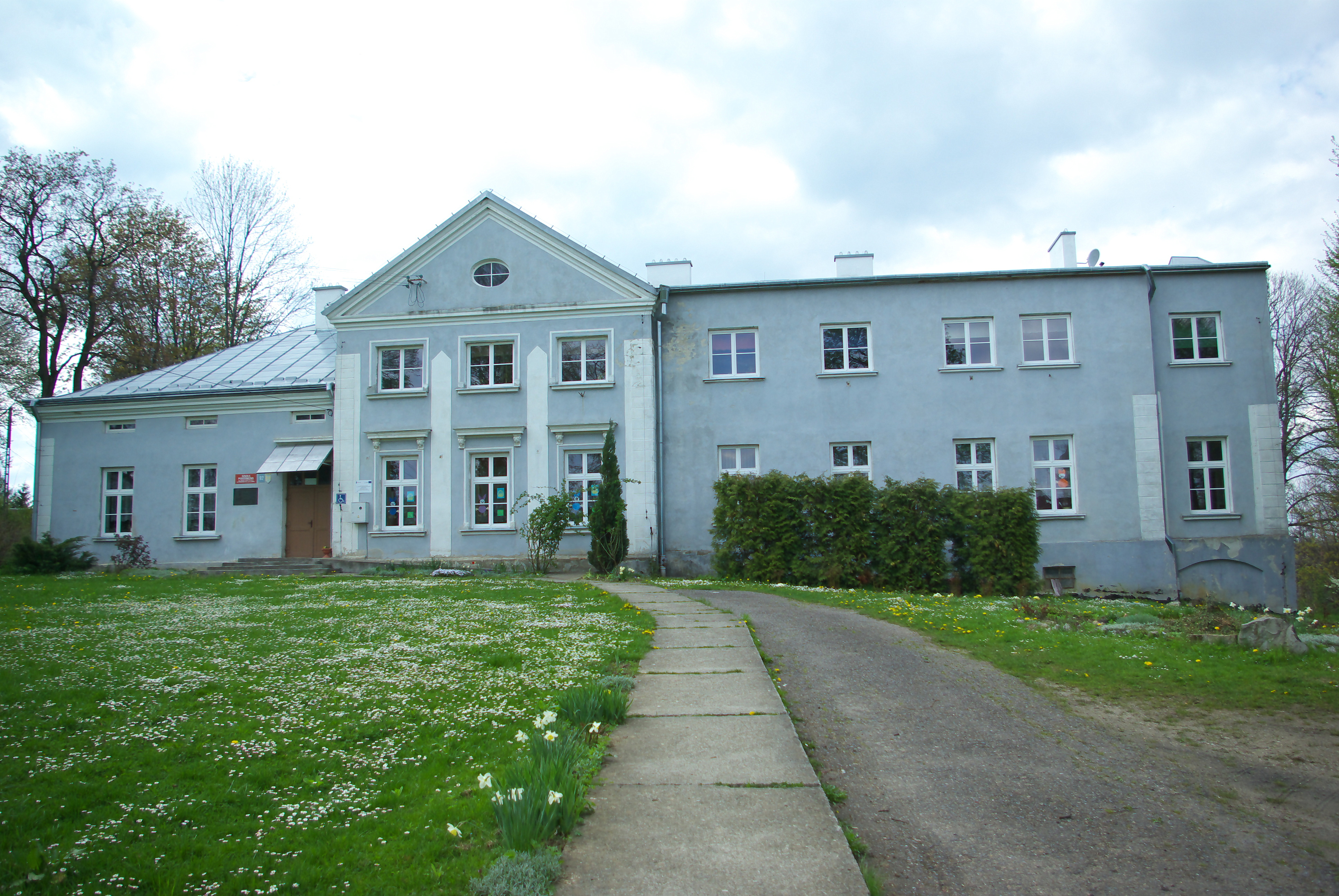
Dwór w Pisarowcach

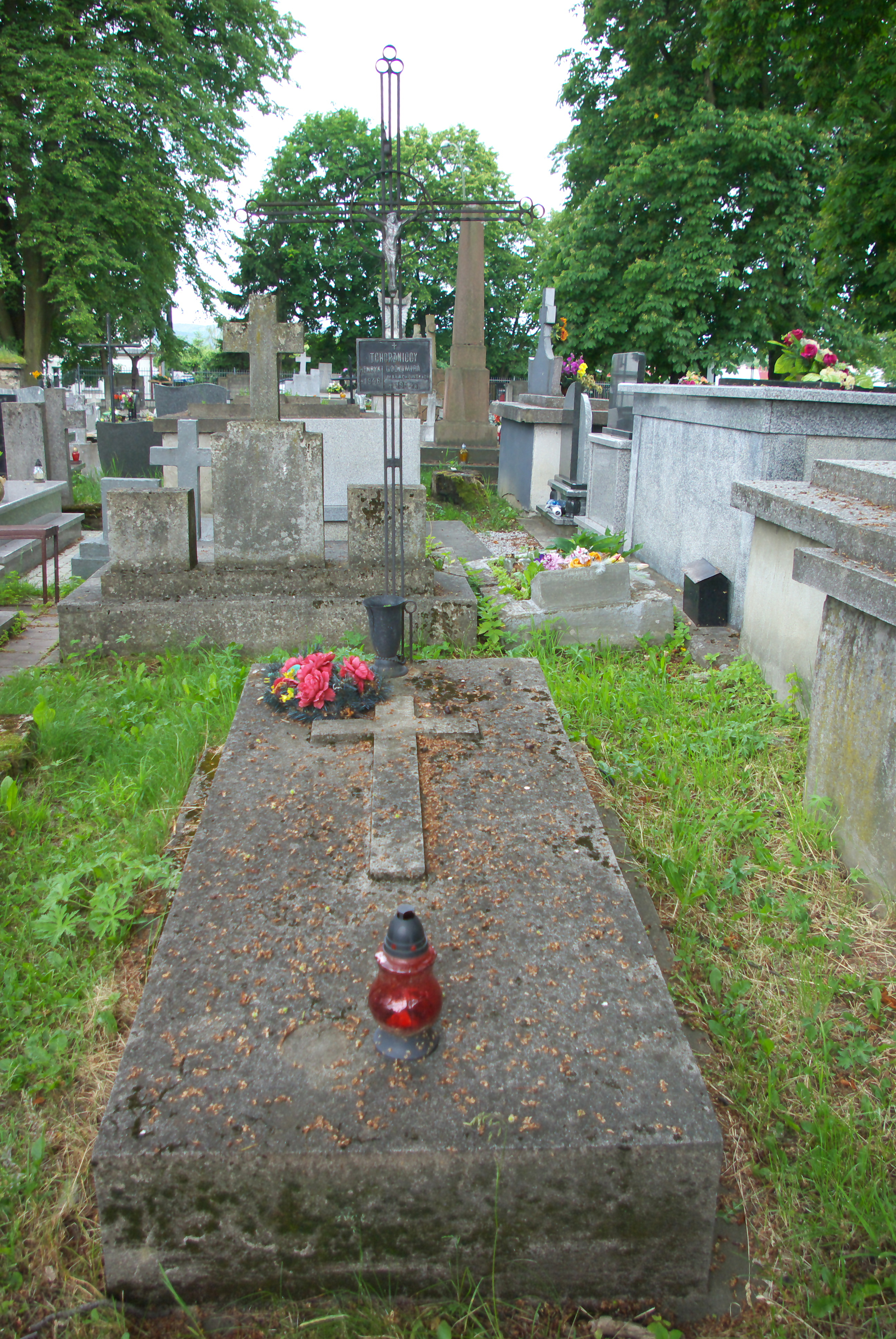
Nagrobek Henryka i Godzimiry Tchorznickich

## Życiorys

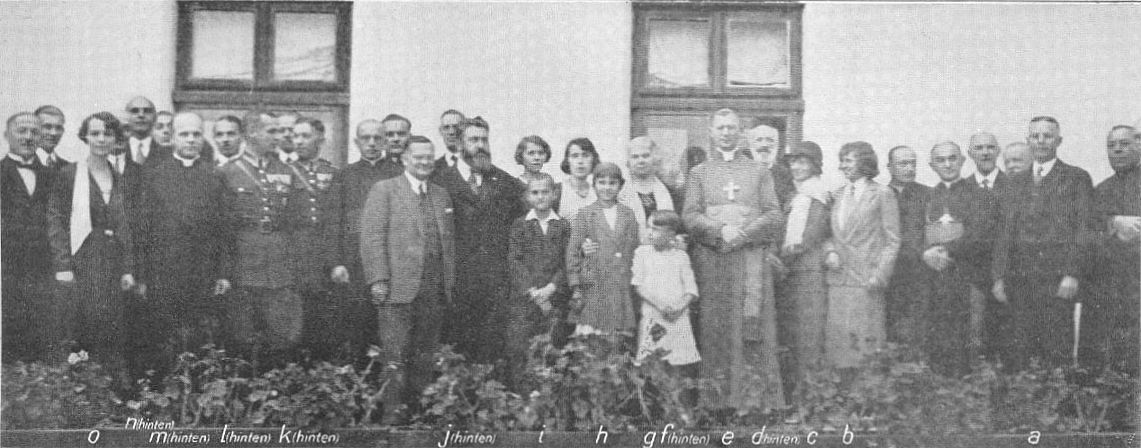
Uczestnicy uroczystości poświęcenia kościoła Matki Bożej Nieustającej Pomocy w Załużu 11 października 1931. Henryk Mniszek-Tchorznicki oznaczony j)

Urodził się 14 lub 16 maja 1880 w Wiedniu. Jego przodkowie przybyli do Sanoka z okolic Drohiczyna pod koniec XVIII wieku. Jego prapradziadkiem był Walenty Mniszek-Tchorznicki nabył od Andrzeja i Franciszki Burnatowiczów grunt pod północnym stokiem Góry Parkowej i wzniósł tam dom, który ostatecznie przetrwał do lat 80. XX wieku, a dziadkiem Konstanty Tchorznicki (1825–1895) sprawował wysokie stanowiska, będąc dyrektorem Filii Banku Hipotecznego w Krakowie, członkiem Rady Zawiadowczej Kolei Żelaznej Lwowsko-Czerniowiecko-Jasskiej, dyrektorem Towarzystwa Kredytowego-Ziemskiego we Lwowie. Jego rodzicami byli Aleksander Mniszek-Tchorznicki (1851-1916), ziemianin, doktor obojga praw, c. k. urzędnik, sędzia oraz Maria z domu Wecbecker (1851–1915), córka generała. Jego rodzeństwem byli (dwoje z nich zmarło w małoletnim wieku): Emilia (1881–1895), Stanisław (ur. 1882), Stefan (1885–1894) i Konstanty (1889–1953, sędzia Sądu Najwyższego).
W 1899 zdał egzamin dojrzałości w C. K. V Gimnazjum we Lwowie (wówczas maturę zdali także Roman Małachowski, Michał Remizowski). Od 1901 do 1901 studiował na 1900-1901 studiował na Wydziale Prawa Uniwersytetu Lwowskiego, jednak nie ukończył studiów. Jeszcze za życia ojca przejął władany przez niego majątek w Pisarowcach, w tym tamtejszy dwór. W 1911 posiadał tam obszar 252 ha. Od około 1910 był detaksatorem wydziału okręgowego w Sanoku Galicyjskiego Towarzystwa Kredytowego Ziemskiego z siedzibą we Lwowie. W 1914 był zastępcą przewodniczącego komisji licencjonujących buhaje w Sanoku. 1 grudnia 1906 w Mielnicy poślubił hr. Jadwigę Eleonorę Dunin-Borkowską (1879-1933, córka Mieczysława), jednak małżeństwo został po kilku latach unieważnione. Ich synami byli Mieczysław Maria Aleksander (ur. 1907), Stanisław (1909-). Drugą żoną została w 1917 Godzimira Maria (ur. 28 lutego 1886 we Lwowie, o końca życia pracownik umysłowa, zm. 19 grudnia 1954 w Sanoku, córka Marceli i Godzimira Małachowskich oraz siostra ww. Romana Małachowskiego), która działała społecznie i charytatywnie na rzecz mieszkańców, kierowała Kołem Gospodyń. Ich synami byli Aleksander (1919-), Stefan (1922-). Henryk Tchorznicki był przewodniczącym koła Związku Strzeleckiego w Pisarowcach. Wraz z żoną działali w sferze kulturalnej tamże. Rodzina Mniszek-Tchorznickich utrzymywała kontakty z rodziną Gniewoszów z pobliskich Nowosielec (synowie Henryka przyjaźnili się m.in. z Aleksandrem). Przed 1914 był członkiem i radnym oddziału sanockiego C. K. Galicyjskiego Towarzystwa Gospodarskiego.
Po odzyskaniu przez Polskę niepodległości w okresie II Rzeczypospolitej pozostawał właścicielem majątków Pisarowce i Sanoczek. Był rolnikiem Po wybuchu II wojny światowej przebywał tymczasowo w Nadybach, po czym wrócił do Pisarowiec, gdzie na obszarze dworskim ulokowane było wojsko (jego żona przebywała na Węgrzech, w lutym 1940 także powróciła do Pisarowiec). W maju 1944 niemieckie władze okupacyjne odebrały majątek Tchorznickim i ustanowiły Liegenschaftsverwaltung (zarząd nieruchomościami). Po nadejściu front wschodniego i wkroczeniu Armii Czerwonej, majątek został utracony przez Tchorznickich na rzecz państwa w wyniku reformy rolnej 9 września 1944 roku.
Henryk Tchorznicki do końca życia zamieszkiwał w Sanoku przy ulicy Jagiellońskiej 24a. Tam zmarł 23 czerwca 1946 z powodu gruźlicy. Został pochowany na cmentarzu przy ul. Rymanowskiej w Sanoku 25 czerwca 1946, gdzie w 1954 spoczęła jego żona Godzimira.